# Sweet Tooth (Fernsehserie)
Sweet Tooth ist eine US-amerikanische Fantasy-Serie, die am 4. Juni 2021 beim US-amerikanischen Video-on-Demand-Anbieter Netflix veröffentlicht wurde. Sie basiert auf der gleichnamigen Comicreihe von Jeff Lemire.
Ein „Sweet Tooth“ ist im englischsprachigen Raum eine umgangssprachliche Bezeichnung für eine Schwäche für Süßigkeiten. Diesen titelgebenden Spitznamen erhielt der Protagonist im Laufe der Serie von einem Begleiter.

## Handlung
Nach einem weltweiten Virusausbruch, der „Der große Zusammenbruch“ genannt wird, stirbt ein Großteil der Weltbevölkerung. In derselben Zeit werden plötzlich nur noch Babys geboren, die zum Teil menschlich sind, aber teilweise die Erscheinung und Fähigkeiten von Tieren haben. Diese werden Hybride genannt. Es entbrennt ein Diskurs darüber, ob diese Hybride Überträger oder gar Ursache der Pandemie sein könnten, und einige Menschen machen Jagd auf sie. Auf alle Fälle scheinen sie gegenüber der Seuche „H5G9“ immun zu sein.
Während die Menschheit in bürgerkriegsähnlichem Chaos versinkt, wächst der Hirsch-Mensch-Junge Gus fast zehn Jahre lang in einer abgeschiedenen Waldhütte mit seinem Vater auf, bis es zum ersten Kontakt mit anderen Menschen kommt. Als sein Vater sich infiziert und an H5G9 stirbt, macht sich der zehnjährige Gus auf den Weg nach Colorado, wo er glaubt, seine Mutter zu finden. Schon kurze Zeit später wird er von Wilderern in eine Falle gelockt und beinahe getötet, aber von Tommy Jeppard gerettet, einem ehemaligen Footballspieler, der allein durch Amerika zieht. Gus schließt sich ihm an, um mehr über seine Herkunft herauszufinden, auch mit der Hoffnung, seine Mutter wiederzusehen.

## Hybride
Seit das H5G9-Virus ausgebrochen ist, werden nur noch Kinder geboren, die halb Mensch, halb Tier sind (Hybride). 
| Name        | Spitzname   | Art         | Folge                               |
| ----------- | ----------- | ----------- | ----------------------------------- |
| Gus         | Sweet Tooth | Hirsch      | Aus dem tiefen Wald                 |
| Wendy       | Pig Tail    | Schwein     | Entschuldige bitte die vielen Toten |
| Bobby       |             | Murmeltier  |                                     |
| Jojo Racoon |             | Waschbär    | Gefangen                            |
| Anna        |             | Hase        | Gefangen                            |
| Hanna       |             | Hase        | Gefangen                            |
| Maya Monkey |             | Affe        | Gefangen                            |
| Teddy       |             | Schildkröte | Was ist im Kühlraum?                |
| Junior      |             | Eule        | Was ist im Kühlraum                 |
| Roy         |             | Chameleon   | Großer Mann                         |

## Besetzung und Synchronisation
Die deutschsprachige Synchronisation entstand nach den Dialogbüchern von Andreas Barz (Staffel 1), Christian Langhagen (Staffel 2) und Julius Hasper (Staffel 3) sowie unter der Dialogregie von Michael Bauer (Staffel 1) und Jeffrey Wipprecht (Staffeln 2 & 3) durch die Synchronfirmen TV+Synchron (Staffeln 1 & 2) und VSI Synchron (Staffel 3) in Berlin.
| Figur                 | Darsteller          | Deutscher Sprecher                                                |
| --------------------- | ------------------- | ----------------------------------------------------------------- |
| Erzähler / Gus (alt)  | James Brolin        | Jürgen Kluckert (Staffeln 1 & 2) Reinhard Scheunemann (Staffel 3) |
| Gus                   | Christian Convery   | Leo Gardeur                                                       |
| Tommy Jepperd         | Nonso Anozie        | Daniel Welbat                                                     |
| Dr. Adi Singh         | Adeel Akhtar        | Armin Schlagwein                                                  |
| Pubba (Gus’ Vater)    | Will Forte          | Peter Flechtner                                                   |
| Aimee                 | Dania Ramírez       | Nicole Hannak                                                     |
| Bear (Rebecca Walker) | Stefania LaVie Owen | Moira May                                                         |
| Rani Singh            | Aliza Vellani       | Anna Gamburg                                                      |
| General Abbot         | Neil Sandilands     | Roman Kretschmer                                                  |
| Bob                   | Andrew Laing        | Thomas Schmuckert                                                 |
| Siana                 | Cara Gee            | Lin Gothoni                                                       |

## Episodenliste

### Staffel 1
| Nr. (ges.) | Nr. (St.) | Deutscher Titel                     | Originaltitel                   | Erstveröffentlichung USA | Deutschsprachige Erstveröffentlichung (D/A/CH) | Regie            | Drehbuch                       |
| ---------- | --------- | ----------------------------------- | ------------------------------- | ------------------------ | ---------------------------------------------- | ---------------- | ------------------------------ |
| 1          | 1         | Aus dem tiefen Wald                 | Out of the Deep Woods           | 4. Juni 2021             | 4. Juni 2021                                   | Jim Mickle       | Jim Mickle                     |
| 2          | 2         | Entschuldige bitte die vielen Toten | Sorry About All the Dead People | 4. Juni 2021             | 4. Juni 2021                                   | Jim Mickle       | Jim Mickle & Beth Schwartz     |
| 3          | 3         | Merkwürdige Hirsch-Scheiße          | Weird Deer S**t                 | 4. Juni 2021             | 4. Juni 2021                                   | Alexis Ostrander | Michael R. Perry               |
| 4          | 4         | Die geheime Zutat                   | Special Sauce                   | 4. Juni 2021             | 4. Juni 2021                                   | Toa Fraser       | Justin Boyd & Haley Harris     |
| 5          | 5         | Was ist im Kühlraum?                | What's in the Freezer?          | 4. Juni 2021             | 4. Juni 2021                                   | Robyn Grace      | Christina Ham                  |
| 6          | 6         | Gefahr im Verzug                    | Stranger Danger on a Train      | 4. Juni 2021             | 4. Juni 2021                                   | Jim Mickle       | Noah Griffith & Daniel Stewart |
| 7          | 7         | Als Papa Birdie kennenlernte        | When Pubba Met Birdie           | 4. Juni 2021             | 4. Juni 2021                                   | Toa Fraser       | Beth Schwartz                  |
| 8          | 8         | Großer Mann                         | Big Man                         | 4. Juni 2021             | 4. Juni 2021                                   | Jim Mickle       | Jim Mickle                     |

### Staffel 2
| Nr. (ges.) | Nr. (St.) | Deutscher Titel              | Originaltitel                  | Erstveröffentlichung USA | Deutschsprachige Erstveröffentlichung (D/A/CH) | Regie        | Drehbuch                                            |
| --- | --------- | ---------------------------- | ------------------------------ | ------------------------ | ---------------------------------------------- | ------------ | --------------------------------------------------- |
| 9 | 1         | Gefangen                     | In Captivity                   | 27. Apr. 2023            | 27. Apr. 2023                                  | Jim Mickle   | Jim Mickle                                          |
| Birdie findet in der Arktis ein seit 1911 im Eis verborgenes Schiff, auf dem sich auch blaue Blumen befinden. Sie nimmt von dort ein handgeschriebenes Buch mit. Die hybriden Kinder werden von den Last Men im Zoo gefangen gehalten. Dennoch gelingt es den Kindern, einen Funkspruch an Aimee abzusetzen. Dr. Singh wird gezwungen, an einem Serum zu arbeiten. Im Gespräch mit Gus bemerkt er, dass Gus noch vor Ausbruch der Epidemie geboren wurde. General Abbot trifft sich mit Vertretern anderer Gruppierungen, wird von diesen aber zurückgewiesen. Becky („Bear“) gelingt es, in Judys Haus über ein Funkgerät mit Birdie in Kontakt zu treten. Birdie berichtet ihr von einer im Haus versteckten Cassette, die Becky zu Gus bringen möchte. |           |                              |                                |                          |                                                |              |                                                     |
| 10 | 2         | In den tiefen Wald           | Into the Deep Woods            | 27. Apr. 2023            | 27. Apr. 2023                                  | Toa Fraser   | Carly Woodworth                                     |
| In einem Rückblick wird gezeigt, dass sich Jepperd den Last Men anschloss, um durch sie seine Frau und seinen (hybriden) Sohn wiederzufinden. Aimee und Jepperd planen eine Befreiungsaktion für die Kinder, die jedoch scheitert. Dr. Singh nutzt die blauen Blumen, um Gus in seiner Erinnerung zurückzuführen. So erfährt er, dass Gus in Fort Smith geschaffen wurde, wo Dr. Singh auch den Ursprung der Pandemie vermutet. |           |                              |                                |                          |                                                |              |                                                     |
| 11 | 3         | Huhn oder Ei?                | Chicken or Egg?                | 27. Apr. 2023            | 27. Apr. 2023                                  | Carol Banker | Oanh Ly                                             |
| Aimee und Jeppert versuchen in Factory Town zusätzliche Kräfte für die Befreiung der Kinder zu rekrutieren. General Abbot behauptet gegenüber den Menschen dort, er habe ein Serum, welches die Krankheit heilen könnte, um diese für die Last Men zu gewinnen. Becky hat sich dem jungen Jordan angeschlossen, mit dem sie sich den Last Men anschließen möchte, um so zu Gus in den Zoo zu gelangen. Gus und Dr. Singh begeben sich nach Fort Smith, wo sie ein Video entdecken, in dem Gertrude Miller, Gus' „Mutter“, von ihrer Arbeit berichtet und schließlich das Baby Gus präsentiert. |           |                              |                                |                          |                                                |              |                                                     |
| 12 | 4         | Böser Mann                   | Bad Man                        | 27. Apr. 2023            | 27. Apr. 2023                                  | Robyn Grace  | Noah Griffith, Daniel Stewart & Zaike LaPorte Airey |
| Jepperd und Aimee gewinnen eine Gruppe namens „Air Lords“, die über Flugzeuge verfügt, für ihren Rettungsversuch. Als Jepperd Aimee gesteht, als Last Men selbst an Gefangennahmen von Hybriden beteiligt gewesen zu sein, schließt sie ihn von der Mission aus. Dr. Singh gelingt mit Hühnern aus Fort Smith sowie mit Stammzellen der Hybriden die Herstellung eines Serums. Becky und Jordan beginnen eine militärische Ausbildung bei den Last Men. |           |                              |                                |                          |                                                |              |                                                     |
| 13 | 5         | Was nötig ist                | What It Takes                  | 27. Apr. 2023            | 27. Apr. 2023                                  | Ciaran Foy   | Bo Yeon Kim & Erika Lippoldt                        |
| General Abbot präsentiert der „Gruppe der Drei“ (Voss, Dutch, Zhang) einen Plan für eine neue Siedlung namens „Evergreen“ für ausgewählte Personen, gerettet durch Dr. Singhs Heilmittel, wobei nur Dr. Singh und Rani wissen, dass das Heilmittel doch nicht wirksam ist. Um einen besseren Deal für sich auszuhandeln, lässt Zhang die Vertreter der anderen beiden Gruppierungen erschießen. Becky und Jordan treffen bei einer Mission auf Beckys frühere Gefährtin „Tiger“ von der „Tier-Armee“ und nehmen diese gefangen. Die Kinder starten einen neuen Fluchtversuch. Jepperd wird bei einer eigenen Befreiungsaktion gefangen genommen und trifft Gus wieder.                                                                                    |           |                              |                                |                          |                                                |              |                                                     |
| 14 | 6         | Wie es anfing, wie es läuft  | How it Started, How it's Going | 27. Apr. 2023            | 27. Apr. 2023                                  | Toa Fraser   | Noah Griffith & Daniel Stewart                      |
| Becky lässt Jordan zurück und verbündet sich wieder mit Tiger. Der Luftangriff der Air Lords lenkt die Last Men ausreichend ab, so dass den Kindern gemeinsam mit Aimee und Jepperd die Flucht gelingt. Aimee zeigt mit einem zitternden kleinen Finger jedoch das typische Krankheitssymptom der Pandemie. Rani verlässt den Zoo ohne ihren Mann Dr. Singh, da dieser nicht von seiner Forschung ablassen kann. |           |                              |                                |                          |                                                |              |                                                     |
| 15 | 7         | Ich werd' dich finden        | I'll Find You                  | 27. Apr. 2023            | 27. Apr. 2023                                  | Robyn Grace  | Oanh Ly                                             |
| Jepperd fährt Aimee und die Kinder in Gus' früheres Zuhause im Yellowstone-Nationalpark. Becky überreicht Gus die Cassette, auf der eine Sprachnachricht von Birdie für Richard ist: sie sei unterwegs nach Alaska, da sie dort nach einer Unterhaltung mit Gillian Washington, die sich als „Patient 0“ zu erkennen gibt, einen Ansatz für ein wirksames Mittel gegen die Krankheit zu finden hofft. Die Tier-Armee gerät bei einem Versuch eines Angriffs auf die Last Men in einen Hinterhalt. Tiger erreicht verletzt Gus und die anderen, und warnt sie vor einem bevorstehenden Angriff durch Abbot. |           |                              |                                |                          |                                                |              |                                                     |
| 16 | 8         | Die Ballade von den Last Men | The Ballad of the Last Men     | 27. Apr. 2023            | 27. Apr. 2023                                  | Carol Banker | Jim Mickle, Bo Yeon Kim & Erika Lippoldt            |
| Im Yellowstone-Nationalpark kommt es zum letzten Gefecht mit den Last Men, wobei die Gruppe um Jepperd obsiegt, und General Abbot stirbt. Die Kinder werden gerettet. Aimee stirbt an ihrer Erkrankung. Die Staffel endet damit, dass Gus beschließt, Birdie in Alaska zu suchen. Wendy, die erfahren hat, dass sie Beckys Schwester ist, Becky und Jeppard begleiten ihn. Dr. Singh scheint ihnen zu folgen. |           |                              |                                |                          |                                                |              |                                                     |

### Staffel 3
| Nr. (ges.) | Nr. (St.) | Deutscher Titel            | Originaltitel                 | Erstveröffentlichung USA | Deutschsprachige Erstveröffentlichung (D/A/CH) | Regie       | Drehbuch                                        |
| ---------- | --------- | -------------------------- | ----------------------------- | ------------------------ | ---------------------------------------------- | ----------- | ----------------------------------------------- |
| 17         | 1         | Alle Geschichten enden mal | The Beginning Is Also the End | 6. Juni 2024             | 6. Juni 2024                                   | Toa Fraser  | Noah Griffith & Daniel Stewart                  |
| 18         | 2         | Ein Junge vom Land         | Thank God I’m a Country Boy   | 6. Juni 2024             | 6. Juni 2024                                   | Toa Fraser  | Zaike LaPorte Airey                             |
| 19         | 3         | Das Rudel                  | The Pack                      | 6. Juni 2024             | 6. Juni 2024                                   | Robyn Grace | Carly Woodworth                                 |
| 20         | 4         | Jenseits des Meeres        | Beyond the Sea                | 6. Juni 2024             | 6. Juni 2024                                   | Robyn Grace | Kseniya Melnik & Noah Griffith & Daniel Stewart |
| 21         | 5         | Das verräterische Herz     | The Tail-Tale Heart           | 6. Juni 2024             | 6. Juni 2024                                   | Ciaran Foy  | Oanh Ly & Daniel G. King                        |
| 22         | 6         | Hier gibt es Monster       | Here, There Be Monsters       | 6. Juni 2024             | 6. Juni 2024                                   | Ciaran Foy  | Bo Yeon Kim & Erika Lippoldt                    |
| 23         | 7         | So endet mein Traum        | The Road Ends Here            | 6. Juni 2024             | 6. Juni 2024                                   | Jim Mickle  | Noah Griffith & Daniel Stewart                  |
| 24         | 8         | Dies ist eine Geschichte   | This is a Story               | 6. Juni 2024             | 6. Juni 2024                                   | Jim Mickle  | Jim Mickle                                      |

## Produktion
2018 gab der Streaming-Dienst Hulu einen Pilotfilm für eine potenzielle Fernsehserienadaption der Comicreihe in Auftrag. Der Pilotfilm wurde von Jim Mickle geschrieben und inszeniert, der auch als Executive Producer neben Robert Downey Jr., Susan Downey, Amanda Burrell und Linda Moran fungierte. Beteiligte Produktionsfirmen waren Team Downey und Warner Bros. Television. 2020 wechselte die Serie von Hulu zu Netflix. Netflix gab die Produktion von acht Episoden in Auftrag, wobei Evan Moore und Melanie Turner als Filmproduzentinnen beteiligt waren. Die Serie wurde am 4. Juni 2021 veröffentlicht. Die Besetzungen der Hauptrollen erfolgten von Juni bis September 2020.
Im Juli 2020 erteilte Neuseeland der Serie die Drehgenehmigung, trotz der jüngsten Reisebeschränkungen aufgrund der Auswirkungen der COVID-19-Pandemie auf Film- und Fernsehproduktionen. Am 1. Oktober 2020 wurde berichtet, dass die Serie die Dreharbeiten wieder aufgenommen hatte, nachdem die COVID-19-Pandemie die Produktion Monate zuvor gestoppt hatte, wobei die Dreharbeiten bis Mitte Dezember 2020 andauerten.
Im Juli 2021 bestätigte Netflix die Verlängerung der Serie um eine zweite Staffel. Die Dreharbeiten dafür fanden zwischen Januar und Mai 2022 statt. Sie ist seit dem 27. April 2023 auf Netflix zu sehen.
Am 3. Mai 2023 wurde bekanntgegeben, dass eine 3. Staffel kommen wird. Es wird die letzte Staffel sein. Staffel 3 ist bereits abgedreht und wurde von September bis Dezember 2022 in Neuseeland gedreht.

## Rezeption
Für die Serie meldete der Review-Aggregator Rotten Tomatoes eine Zustimmungsrate von 98 % auf der Basis von 43 Kritikerbewertungen, mit einer durchschnittlichen Bewertung von 7,99/10. Metacritic gab der Serie eine gewichtete Durchschnittsnote von 78 von 100 auf der Basis von 18 Kritikerbewertungen, was auf „allgemein positive Bewertungen“ hinweist.
Alan Sepinwall, der die Serie für den Rolling Stone rezensierte, gab eine Bewertung von 3.5/5 und sagte: „Egal ob Gus und seine Freunde gruselige oder lustige Abenteuer erleben, diese Momente von Sweet Tooth sind voller Leben und so aufregend oder spannend wie notwendig. Die Serie kann allerdings ein Erfolg oder Misserfolg werden, wenn sie sich von Gus abwendet.“
Seine Rezension im tip überschrieb der Kritiker Lutz Göllner „Bambi trifft Mad Max“. Er schrieb dazu: „‚Sweet Tooth‘ ist mit Sicherheit eine der interessantesten, aber auch eine der ungewöhnlichsten Serien des Jahres. Hoffentlich finden sich genügend Zuschauer, damit die Reise weitergehen kann.“
Andreas Borcholte resümierte für den Spiegel: „… das allzu gegenwärtige Pandemie-Setting, von dem die Produzenten […] bei der Entwicklung des Stoffes noch nichts ahnten, sorgt für einen unverhofften Realitäts-Check. Beklemmend sickert der Horror der Aktualität in Szenen, in denen es um misstrauisches Maskentragen, Impfungen und eine Cocktail-Party geht, die in Paranoia und Scheiterhaufen-Hysterie ausartet, nachdem der Gastgeber Symptome einer Infektion zeigt. So offenbaren sich unter dem süßen Zuckerguss dieses Endzeit-Märchens doch noch bittere Wahrheiten.“
Netflix gab bekannt, dass die Serie von 60 Millionen Haushalten innerhalb der ersten vier Wochen nach Veröffentlichung für mindestens zwei Minuten angesehen wurde. Sie war für 30 Tage in den Top 10 der meistgesehenen Serien des Tages auf Netflix in den USA sowie für 28 Tage in Deutschland.